# Galgó
Galgó (románul: Gâlgău) falu Romániában, Szilágy megyében.

## Fekvése
Szilágy megyében, Nagyilondától délkeletre, Nagyborszó, Csicsókápolna és Blenkemező között, a Szamos jobb partján fekvő település.

## Nevének eredete
Nevét a szláv glog (glogov), azaz galagonya szóból származónak tartják.

## Története

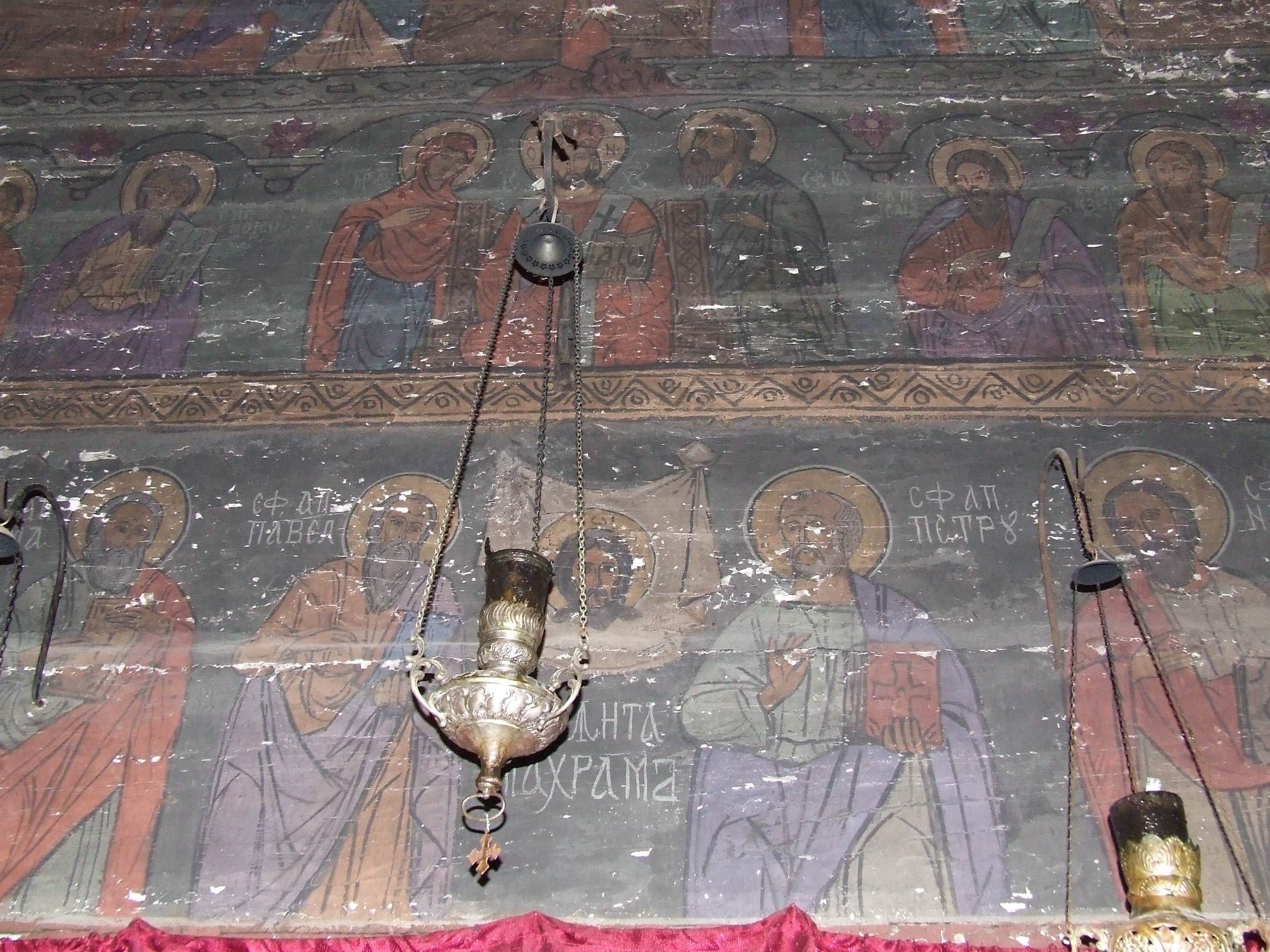
A fatemplom freskórészlete Péter és Pál apostolokkal

A település és környéke már az ókorban is lakott hely volt, ezt a község határában 1882-ben végzett ásatások is bizonyítják, mikor Torma Károly a Szamos völgyét kutatva a község határában a sármezei, boroszlói és galgói határrészek találkozásánál római kori vagy barbár kori vár alapfalait találta meg.
Galgó nevét 1405-ben említették először az oklevelek Galgo néven. A falu kezdetektől fogva Csicsóvárának tartozéka volt.
1405-től a Losonczi Bánffy család birtoka volt.
1467-ben Mátyás király a Bánffyaktól hűtlenség miatt elvett Galgót Szerdahelyi Kiss Jánosnak és testvérének Mihálynak adományozta.
1553-ban Csicsóvár tartozéka volt. Ekkor vajdája Maxin János, kenéze Fodor Lukács volt.
1585-ben Tövisi Rácz Péter volt Galgó birtokosa.
Basta és Vitéz Mihály korában többször érte pusztulás a települést, mivel Dés és Kővár vidéke felé a főútvonalba esett.
1603-ban végzett összeírás szerint is a település teljesen elpusztult, egyetlen ház sem maradt benne.
1607-ben Bálintitt Jánost és Rácz Ádámot iktatták be az itteni birtokokba.

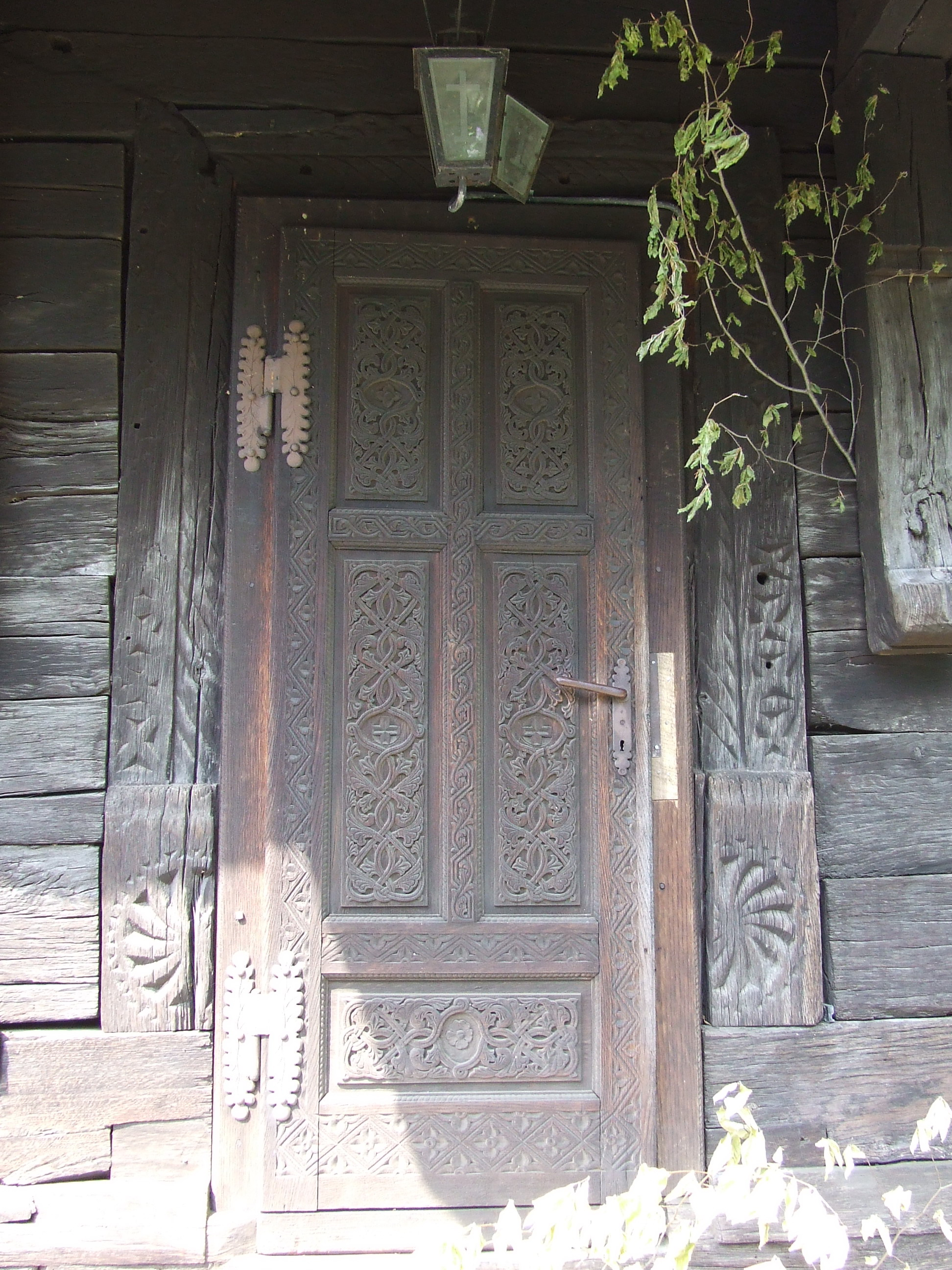
A templom faragott bejárati ajtaja

galgói Rácz Ádám II. Rákóczi György fejedelemnek volt hű embere.
A galgói Rácz családból István a gyalogpuskások kapitánya volt.
1664-ben pedig Rácz Péter I. Apafi Mihály fejedelem főpohárnoka és fejedelmi főjágermestere volt, s Apaffy fejedelem meghívta 1664. november 1-jei segesvári országgyűlésre is.
1670-ben Galgó a Rácz család birtoka volt.
1681-ben I. Apafi Mihály fejedelem galgói Rácz Istvánt iktatta be az itteni birtokrészébe.
1702-ben Galgót Sármánsági Zsigmond és Kendeffy Miklós özvegyének birtoka volt.

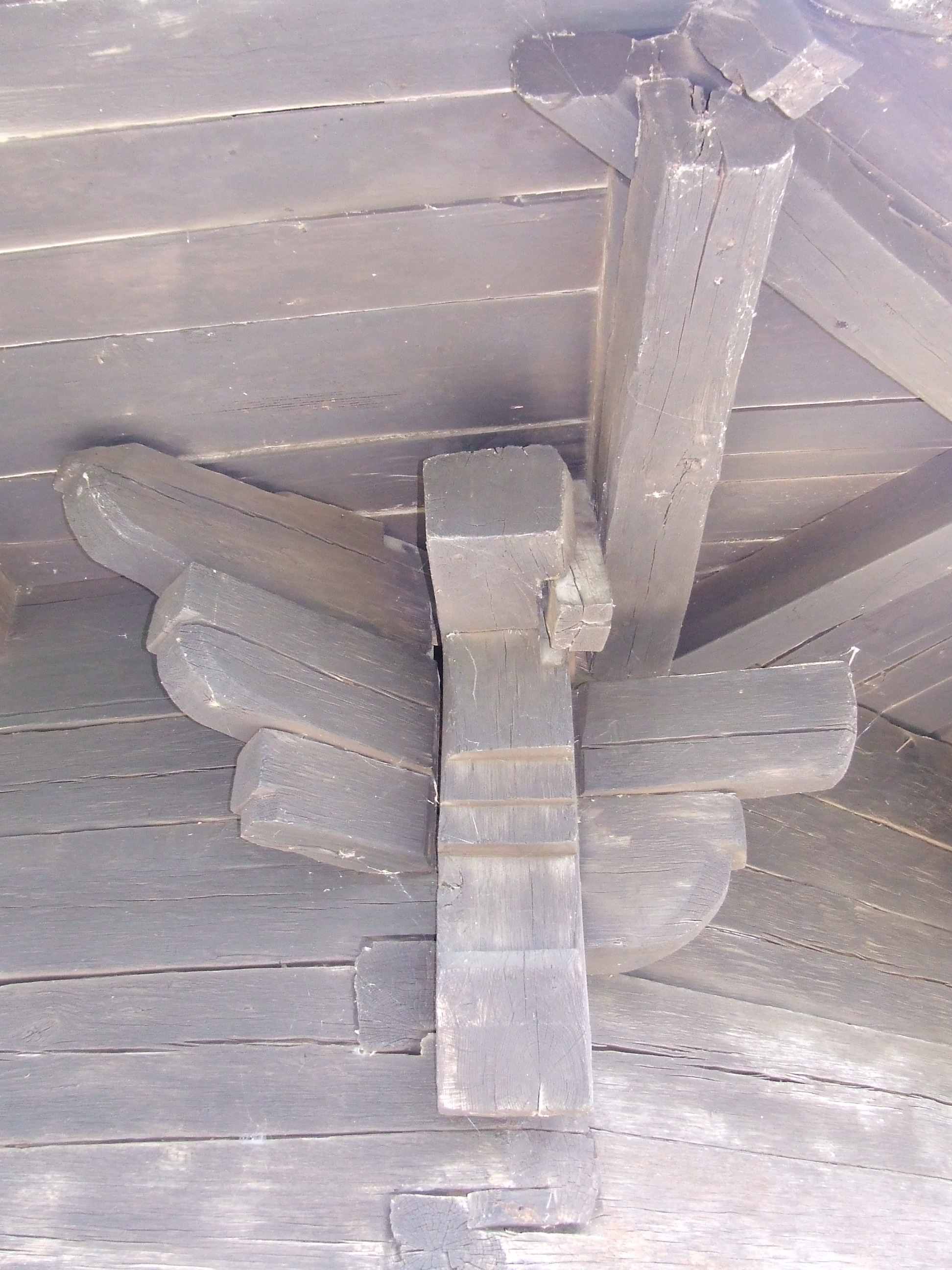
Gerendavégek

1724-ben Erdei István és Kornis Péter volt a település földesura.
1792-ben Péchy Lászlónak, 1794-ben pedig Kornis Évának Sármánsági Júlia lányának voltak itt birtokai.
1838-ban a Vargyasi Dániel része az Ujfalviaké lett, valamint a Galambosi, Katona, Gyulai, Sarmasági, Rácz és báró Orbán családok leszármazottainak birtoka volt.
1848 december 22-én Bem tábornok elővéde itt Galgón ütközött meg Urbán hadseregével, és innen nyomultak Kápolna felé.
1857-ben Galgónak 549 lakosa volt, ebből 28 római katolikus, 7 örmény katolikus, 58 görögkatolikus, 361 görögkeleti, 69 helvét, 26 zsidó. A házak száma ekkor 127 volt.
1891-ben 769 lakosából 30 római katolikus, 125 görögkatolikus, 450 görögkeleti, 84 református, 5 luteránus, 3 unitárius és 72 izraelita volt.
1892-ben a galgói Rácz családba való benősülés folytán birtokosai voltak kantári Galambos János, rettegi Viski József, farczádi Incze Sándor, haranglábi Horváth János.

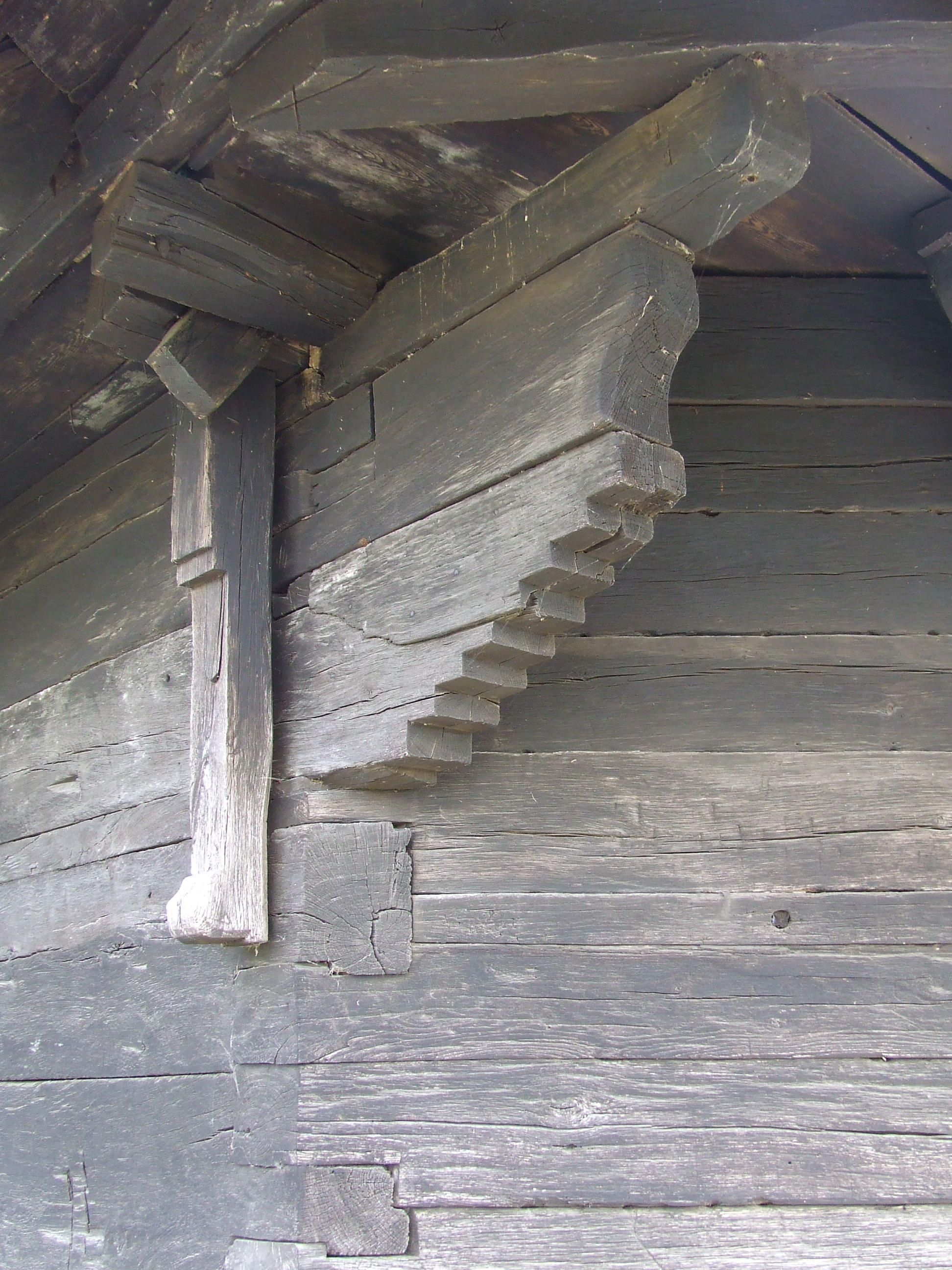
Gerendavégek

1898-ban Simó Lajos, Urányi Imre, Kászonyi István, Horváth János és Incze Sándor voltak, kik birtokaikat - vagy ők, vagy elődjük - nagyobbrészt a Rácz családtól vették és örökölték.
A település lakosai az 1800-as években földművelésből, baromfitenyésztésből éltek, valamint sószállítással foglalkoztak, melyet Désaknáról a hét mérföldre levő Szilágysomlyóra fuvaroztak.
Galgó a trianoni békeszerződés előtt Szolnok-Doboka vármegye Nagyilondai járásához tartozott.

## Nevezetességek
- Görög keleti fatemploma